# Вища рада народного господарства
Ви́ща Ра́да Наро́дного Господа́рства РСФРР (ВРНГ) (рос. Высший совет народного хозяйства РСФСР) — створена 5 (18) грудня 1917 р. з метою організації діяльності народного господарства та керівництва націоналізованими підприємствами відповідно до декрету РНК РСФРР. Існувала у 1917-1932 рр. 
В Українській СРР подібний орган управління — Українська Рада Народного Господарства (УРНГ) — було створено на початку 1920 р. ВРНГ намагалася ліквідувати УРНГ (з вересня 1923 – ВРНГ УСРР) і утворити замість неї районні раднаргоспи, безпосередньо підпорядковані ВРНГ. Фактично керувала роботою УРНГ. З переходом до нової економічної політики 1921 перебудувала діяльність на засадах госпрозрахунку. Головною госпрозрахунковою організацією в системі управління промисловістю стали госпрозрахункові трести. 1922 у зв'язку з утворенням СРСР набула повноважень об'єднаного наркомату, в безпосередньому підпорядкуванні якого були підприємства союзного значення. 1923 захопила оперативне управління трестами «Південсталь» та «Південний машинобудівний трест», які підпорядковувалися УРНГ, а також вилучила місцеву промисловість із відання раднаргоспів союзних республік. Затримувала вироблення положення про вищі органи управління промисловістю СРСР, а після його прийняття у вересні 1923 сформувала апарат ВРНГ УСРР на базі свого апарату. 1924 перенесла правління «Південсталі» із Харкова до Москви. 1932 у зв'язку з посиленням галузевого принципу побудови господарських органів ВРНГ була подрібнена. На її базі створено Наркомважпром, Наркомлегпром, Наркомліспром.

## Керівники
Голови ВРНГ СРСР

О. І. Риков (1923—1924)

Ф. Е. Дзержинський (1924—1926)

В. В Куйбишев (1926—1930)

Г. К. Орджонікідзе (1930—1932)

Голови ВРНГ РРФСР — Росії

Н. Осинський (В. В. Оболенський) (1917—1918)

О. І. Риков (1918—1921)

П. О. Богданов (1921—1925)

С. С. Лобов (1926—1930)

Голови ВРНГ УСРР

Е. Й. Квіринг (1918—1919)

В. Я. Чубар (19хх-1923)

К. Максимов (1923-1925)

М. Л. Рухимович (1925—1926) 

К. В. Сухомлин (1927—1932) 

## Вища рада народного господарства СРСР при Раді міністрів СРСР 1963–1965
У період 1963—1965 у СРСР також існувала Вища Рада Народного Господарства СРСР Ради Міністрів СРСР (ВРНГ СРСР) — вищий державний орган з управління промисловістю і будівництва у країні. Керувала діяльністю Раднаргоспу СРСР, Держплану СРСР, Держбуду СРСР, комітетами, створеними замість ліквідованих міністерств. Утворення ВРНГ СРСР завершило реформу господарського управління, яка була розпочата 1957 з метою переходу від галузевого принципу керівництва економікою через міністерства до територіальної системи управління через раднаргоспи. Голови ВРНГ СРСР – Д.Устинов (1963 – до березня 1965), В.Новиков (до жовтня 1965).